# つぶやき
| ウィキペディアには「つぶやき」という見出しの百科事典記事はありません（タイトルに「つぶやき」を含むページの一覧/「つぶやき」で始まるページの一覧）。 代わりにウィクショナリーのページ「つぶやき」が役に立つかもしれません。 |